# Ernst Haspinger
Ernst Haspinger (Monguelfo-Tesido, 2 luglio 1955) è un ex slittinista italiano.

## Biografia
In carriera ha preso parte a tre edizioni consecutive dei Giochi olimpici invernali: ad Innsbruck 1976 ha gareggiato nel doppio in coppia con Karl Feichter, concludendo la gara in settima posizione, ma da quel momento in poi ha gareggiato esclusivamente nel singolo. Quattro anni più tardi a Lake Placid 1980 ha mancato l'occasione più importante della sua carriera,  dopo tre manches disputate infatti si trovava al primo posto con un vantaggio praticamente incolmabile di quasi mezzo secondo sul più immediato inseguitore, ma nel corso dell'ultima discesa è stato vittima di un incredibile rovesciamento all'ultima curva che gli è costato la perdita di quasi 10 secondi, terminando dunque al ventunesimo posto la gara. Si è ritirato dalle competizioni all'indomani della sua ultima apparizione olimpica a Sarajevo 1984, occasione in cui ha ottenuto la sesta piazza nel singolo.
In Coppa del Mondo è salito sul podio per la prima volta il 18 febbraio 1979 arrivando terzo ad Igls nel singolo, mentre il 4 marzo dello stesso anno ha conseguito la sua prima vittoria a Winterberg sempre nel singolo. In classifica generale ha primeggiato per tre edizioni consecutive nella specialità del singolo, nel 1979/80, nel 1980/81 (ex aequo con Paul Hildgartner) e nel 1981/82.
Inoltre ha conquistato una medaglia di bronzo ai campionati mondiali nel singolo ad Hammarstrand 1981.
A livello europeo può vantare tre medaglie di bronzo consecutive conquistate nel singolo nelle edizioni del 1980, del 1982 e del 1984.

## Palmarès

### Mondiali
- 1 medaglia:
  - 1 bronzo (singolo ad Hammarstrand 1981).

### Europei
- 3 medaglie:
  - 3 bronzi (singolo a Valdaora 1980; singolo a Winterberg 1982; singolo a Valdaora 1984).

### Coppa del Mondo
- Vincitore della Coppa del Mondo nella specialità del singolo nel 1979/80, nel 1980/81 e nel 1981/82.
- 14 podi (tutti nel singolo):
  - 7 vittorie;
  - 4 secondi posti;
  - 3 terzi posti.

#### Coppa del Mondo - vittorie
| Data             | Luogo                | Paese          | Disciplina |
| ---------------- | -------------------- | -------------- | ---------- |
| 4 marzo 1979     | Winterberg           | Germania Ovest | singolo    |
| 7 dicembre 1979  | Igls                 | Austria        | singolo    |
| 9 marzo 1980     | Schönau am Königssee | Germania Ovest | singolo    |
| 14 dicembre 1980 | Igls                 | Austria        | singolo    |
| 18 gennaio 1981  | Valdaora             | Italia         | singolo    |
| 7 febbraio 1982  | Tatranská Lomnica    | Cecoslovacchia | singolo    |
| 16 gennaio 1983  | Imst                 | Austria        | singolo    |